# Waldklafter
Waldklafter war ein im deutschsprachigen Raum genutztes forstwirtschaftliches Maß. Das Maß war gleichzeitig Längen- und Volumeneinheit.

## Längenmaß
Die Waldklafter als forstliches Längenmaß unterschied sich von der normalen Klafter in der größeren Länge. Ursache war der Unterschied zwischen Werks- und Waldschuh. So waren in Trier der Waldfuß 137,4 und der Werkschuh 130,22 Pariser Linien oder 309,95 Millimeter und 293,75 Millimeter.
- Trier 1 Waldklafter = 12 Waldfuß = 1648,8 Pariser Linien = 3,72 Meter[1]

## Volumenmaß
Waldklafter wurde auch als Volumenmaß, vorwiegend für Brennholz, verwendet. Anwendung fand das Maß direkt im Wald nach dem Holzeinschlag. Umgangssprachlich wurde es auch als Buschklafter bezeichnet. Diese Klafter ohne festes Maß war nur der gestapelte frische Einschlag. Je Region hatte die Waldklafter ein unterschiedliches Maß.
Beispiel: Frankfurt am Main
Seit 1802 hatte die Waldklafter 6 Fuß Breite, 6 Fuß Höhe bei einer Scheitlänge von 3 Fuß etwa 2,904 Steren.
- 1 Waldklafter = 6 Fuß breit 6 Fuß hoch 3 Fuß lang = 2,904 Steren

Wegen der unvermeidlichen Zwischenräume im Stapel, wurde der Klafter eine Zusatzschicht Holz aufgelegt. 
- 1 Waldklafter mit Zuschlag = 6 Fuß breit 7 Fuß hoch  3 Fuß lang

Bei sogenanntem Besoldungsholz hatte die Klafter 6 Fuß Breite, 6 ½ Fuß Höhe und die Scheitlänge war um 1 Fuß auf 4 Fuß erhöht, so dass 156 Kubikfuß oder etwa 3,6 Steren das Volumen ausmachte.
- 1 Besoldungsklafter = 6 Fuß breit 6 ½ Fuß hoch 4 Fuß lang = 3,596 Steren
- 1 Stoß (Holz) = 4 Klafter als Waldklafter oder Besoldungsklafter

Das Lamberti-Maß war im Raum Bitburg verbreitet.
- 1 Lamberti-Klafter = 0,6601 Klafter = 71.29034 Kubikfuß (Preuß.) = 2,20399 Ster
  - 1 Ster (franz.) = 0,45372 Lamberti-Klafter
  - 1 Klafter (Preuß.) = 1,51493 Lamberti-Klafter